# Quote
Die Quote (lateinisch quota, „Anteil“) bezeichnet einen (prozentualen) Anteil an einer Gesamtmenge oder -anzahl, wobei sich die Quote auf Bestandsgrößen beziehen kann. Im Gegensatz zur Rate, die sich stets auf einen Zeitraum bezieht, ist die Quote regelmäßig auf die Größe zu einem bestimmten Zeitpunkt bezogen. Wenn der Vergleichsgegenstand nicht in der Gesamtmenge enthalten ist (Äpfel und Birnen im Verhältnis zu Äpfeln), spricht man von unechten Quoten.
Im politischen Diskurs und in Organisationen ist mit Quote meistens die Erhöhung des Anteils einer als diskriminiert geltenden Bevölkerungsgruppe (Jugendquotient, Altersquotient, Afroamerikaner, Behinderte usw.) in Gremien gemeint, siehe Quotenregelung.

## Arten
Es lassen sich insbesondere folgende Quoten unterscheiden:
- Altenquote in der Demographie.
- Arbeitslosenquote bezogen auf die arbeitsfähige Bevölkerung.
- Ausländerquote als Anteil der Ausländer an der Gesamtbevölkerung oder bestimmten Sachverhalten.
- Betriebliche Abfallquote als Produktivitätskennzahl in der Materialwirtschaft der Unternehmen.
- Einschaltquote hinsichtlich Radio- und Fernsehsendungen.
- Erwerbsquote, Frauenerwerbsquote, Beschäftigungsquote als Beispiele aus der Arbeitsmarktökonomik.
- Exportquote im Außenhandel.
- Fangquote in der Fischerei.
- Frauenquote in der Gesellschaft.
- Gesamtschutzquote im Asylwesen.
- Gewinnquote auf zukünftige Sportergebnisse bei Sportwetten.
- Gewinnquote (Ökonomie) als Kennzahl der Gewinne im Verhältnis zum Bruttoinlandsprodukt oder zu den Umsatzerlösen.
- Importquote bezeichnet
  - ein Instrument der Außenhandelspolitik, siehe Einfuhrkontingent
  - eine in der Volkswirtschaftlichen Gesamtrechnung verwendete Kennzahl, siehe Importquote (Volkswirtschaftliche Gesamtrechnung)
  - eine Regelung, die Apotheker verpflichtet, einen Teil des Fertigarzneimittelumsatzes mit Importarzneimitteln zu realisieren.
- Industriequote, kommt vor in Liechtenstein (Zusammenfassung / 5. = vorletzter Absatz).
- Landarztquote im Gesundheitswesen
- Lesequote in den Printmedien.
- Mietbelastungsquote als Anteil der Wohnungsmiete am Arbeitsentgelt.
- Produktionsquote in einem Kartell oder einem marktregulierenden Vertrag (etwa: Milchquote).
- Quote (Börse) ist im Börsenjargon das verbindliche Stellen von Börsenkursen.
- Quote als Form der Gliederungszahl.
- Radioquote als Musik- oder Nachrichtenanteil am Gesamtprogramm im Radio.
- Stimmenquote als Stimmenzahl zur Sitzvergabe in Wahlsystemen, insbesondere Hare-Quote, Droop-Quote.
- Verderbquote in der Ernährungswirtschaft.